# アフロ・ユーラシア大陸

アフロ・ユーラシア

アフロ・ユーラシア大陸（アフロ・ユーラシアたいりく、Afro-Eurasia）は、アフリカ大陸とユーラシア大陸を合わせた大陸であり、現在、地球表面上における最大の陸塊である。普通は別の2つの大陸として数えることが多いが、両者はスエズ地峡で繋がっていたため（現在はスエズ運河で寸断）、これを1つの大陸（超大陸）と見なすことができる。ユーラフラシア（Eurafrasia）、アフラシア（Afrasia）という用語もあるが、あまり使われない。

## 概要

アフロ・ユーラシア大陸の母体になったと考えられる仮説大陸「パンゲア大陸」

アフロ・ユーラシア大陸は、古代より知られたエクメーネであり、周辺の島々を含めると、84,980,532平方キロメートルの面積を有し、2006年現在、全人類の85%である約57億人が住んでいる。歴史的には古代文明と数多くの大帝国を興起させてきた地域であり、今なお人口や経済活動の面で世界の主要な部分を占めている。
「旧大陸」の呼称は、アフロ・ユーラシア大陸とほぼ同じ対象を指しているが、そこには必ずしも単一の陸塊という意味合いはない。それに対し、「アフロ・ユーラシア大陸」の呼称は、文脈に応じて周辺島嶼を含まない、単一の陸塊の意味合いで用いられることがある。旧大陸（旧世界）はまた、「東半球」と称されることも多いが、この呼称は西半球すなわちアメリカ大陸の見方に立った表現といえる。
近代とくに第一次世界大戦後は、地政学の影響が強まり、その観点からアフロ・ユーラシア大陸の本体だけを指して「世界島」と呼ぶ風潮が一時流行した。これは、イギリスの地理学者で政治家でもあったハルフォード・マッキンダーの造語によるもので、ここではグレートブリテン島（イギリス）、アイルランド島（アイルランド）、日本列島（日本）、マダガスカル島（マダガスカル）など周辺の島々は含まれない。これは、当時、陸軍を重視する大陸の諸勢力にあっては、半島や島などへの進軍は軍事的に不利と考えられたことを前提としている（→項目「ハートランド 」を参照）。
地質学的には、仮説の超大陸「パンゲア大陸」がアフロ・ユーラシア大陸の母体になったと考えられる（→次節「地質 」参照）。

## 地質

カープバールクラトンの大略範囲図

アフロ・ユーラシアは通常2つ、ないし3つの大陸の集合体とみられているが、それは必ずしも適切ではなく、超大陸サイクルの理論（「ウィルソン・サイクル」）にしたがえば、むしろ元来は1つの大きな「超大陸」である。
地質学の知見からは、地上で確認できるアフロ・ユーラシア大陸の最古の陸地はアフリカ大陸南部のカープバールクラトンであり、およそ30億年前まで、現在のマダガスカル、インドの一部、西部オーストラリアなどとともに最初の超大陸であるバールバラ大陸ないしウル大陸を構成していたと推定される。ただし、バールバラ大陸は時期や広がりなどの詳細が不明であり、全体像をつかめていない、いまだ「仮説上の大陸」の域を出ない大陸である。

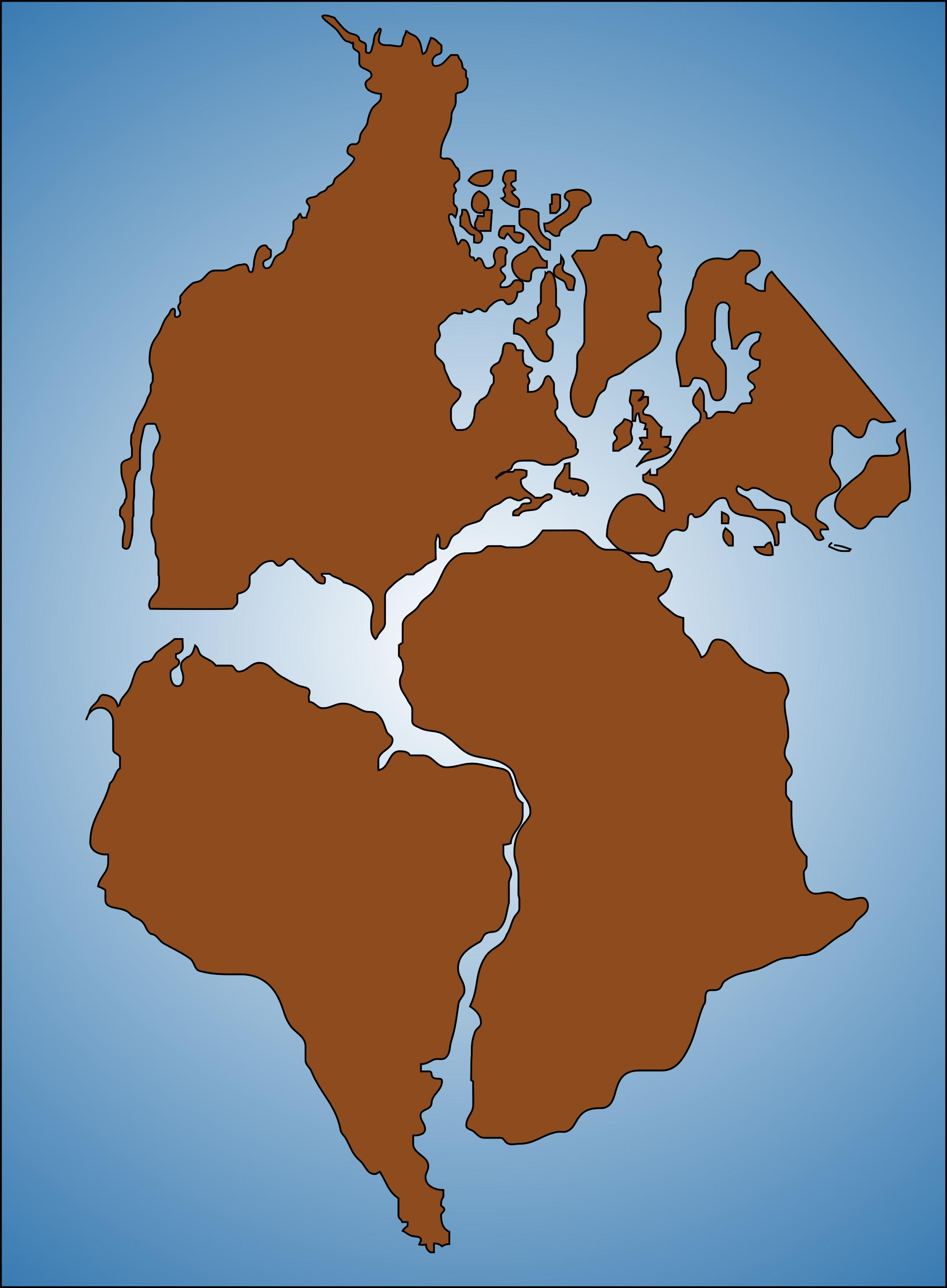
パンゲア大陸の西側部分を構成したとみられる現在の陸地

約4億1600万年前から約3億5900万年前、ローレンシア大陸とバルティカ大陸が衝突してユーラメリカ大陸を形成、そして、約2億9,900万年前から約2億5,100万年前にはゴンドワナ大陸とユーラメリカ大陸が衝突、さらにベルム紀の終わりである2億5000万年前頃にはゴンドワナ大陸、シベリア大陸などすべての大陸が次々に衝突したことによって「パンゲア大陸」と称される超大陸が成立した。パンゲア大陸は、ペルム紀から中生代三畳紀にかけて存在し、2億年前ごろから、再び分裂を始めたとみられる。

2億年前（三畳紀）の世界（パンゲア大陸が分裂し、北のローラシア大陸と南のゴンドワナ大陸に分かれる）

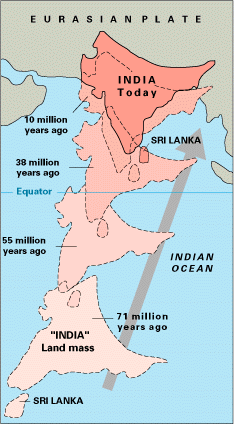
インド亜大陸とユーラシア大陸の衝突によってヒマラヤ山脈が形成された

パンゲア大陸の分裂によって、アフリカプレートが南部のゴンドワナ大陸をかたちづくるとともに、北アメリカプレートとユーラシアプレートがともにテチス海をはさんだゴンドワナの北側にローラシア大陸を形成した。これはインドプレートの活動によるものであるが、このことは現在の南アジアに衝撃をもたらした。ヒマラヤ山脈は約7,000万年前に6,000キロメートル以上を移動したインド亜大陸が、約5,000万年前から4,000万年前にかけてユーラシアプレートと衝突したことによって形成され始めたと考えられている。そして、ほぼ同時期にインドプレートはオーストラリアプレートと融合したとみられる。
アラビアプレートは約3,000万年前にアフリカより切り離され、約1,900万年前から1,200万年前のあいだにはその影響を受けたイランプレートがエルブールズ山脈とザグロス山脈を形成した。このアフロ・ユーラシアの初期の接合ののち、現在のスペイン南部にあたるベティック回廊に沿って、600万年より少し前に、ジブラルタル弧が閉じたところから、こんにちのアフリカ大陸北西部とイベリア半島が結びついた。これにより、こんにちの地中海周辺は盆地状となって著しく乾燥し、「メッシニアン塩分危機」の問題を引き起こした。ユーラシアとアフリカは、新生代・新第三紀・鮮新世の前半の約533万年前に起こった「ザンクリアン洪水」によって地中海がジブラルタル海峡によって外洋に通じたことで切り離され、紅海およびスエズ・リフト湾も形成されて、アフリカはアラビアプレートから遠く分離した。
現在のアフリカ大陸は、狭い陸橋であるスエズ地峡でアジア大陸と結びつき、ジブラルタル海峡やシチリア島などによってヨーロッパ大陸とは切り離されている。古地質学者のロナルド・ブレーキーは、次の1,500万年ないし1億年のプレートテクトニクスはかなりの確度でもって予測可能だと説明している 。今後、アフリカ大陸は北方に移動し続け、およそ60万年後にはジブラルタル海峡は塞がれて地中海の海水は猛烈な速さで蒸発すると予想される。超大陸がその時期にあって形成されることはないだろうとしているが、しかしながら、地質学的な記録によれば、プレートの活動は想像もできない変化に満ちあふれており、その活動を前もって推定することは「きわめて、きわめて不確実」であるとも述べている。可能性としては3つ考えられる。第一に、ノヴォパンゲア大陸、アメイジア大陸、パンゲア・ウルティマ大陸といった超大陸の形成である。第二に、太平洋が塞がり、アフリカとユーラシアは結びついたままだが、ユーラシア大陸自体が分裂し、ヨーロッパとアフリカが西に向かって移動する可能性、最後は、三大陸がそろって東に移動して大西洋を塞ぐという可能性である。

## 歴史

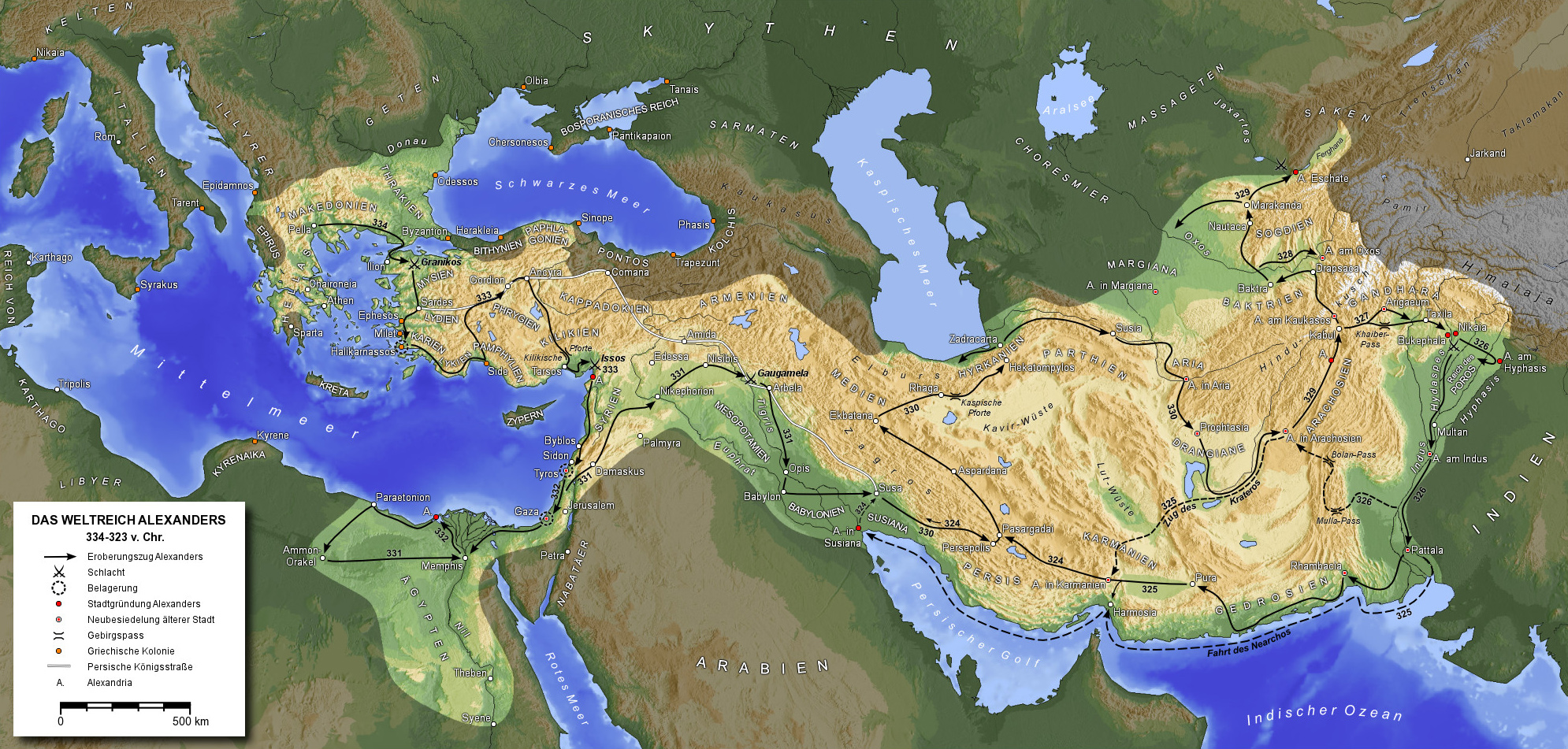
「アレクサンドロス帝国」の最大領域

人類は長らくアフリカ大陸において進化し、そのうちのわずかなグループが出アフリカして外部世界の各地に適応進化した。そのため、アフリカに残留したネグロイド人種内部の遺伝的距離は、コーカソイドやモンゴロイドなどのその他の人種間の遺伝的距離よりはるかに大きいとされる。コーカソイドの一部は北アフリカに戻り、およそサハラ砂漠を隔ててネグロイドと棲み分ける形となった。

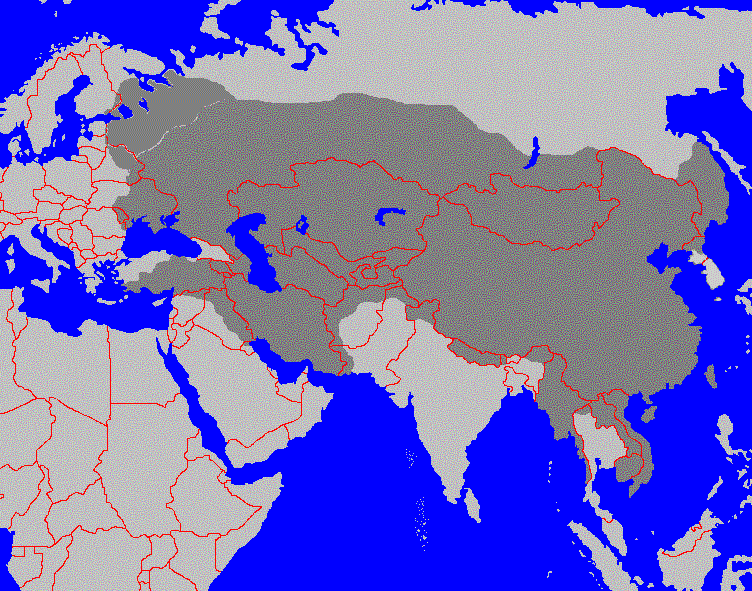
モンゴル帝国とその支配地

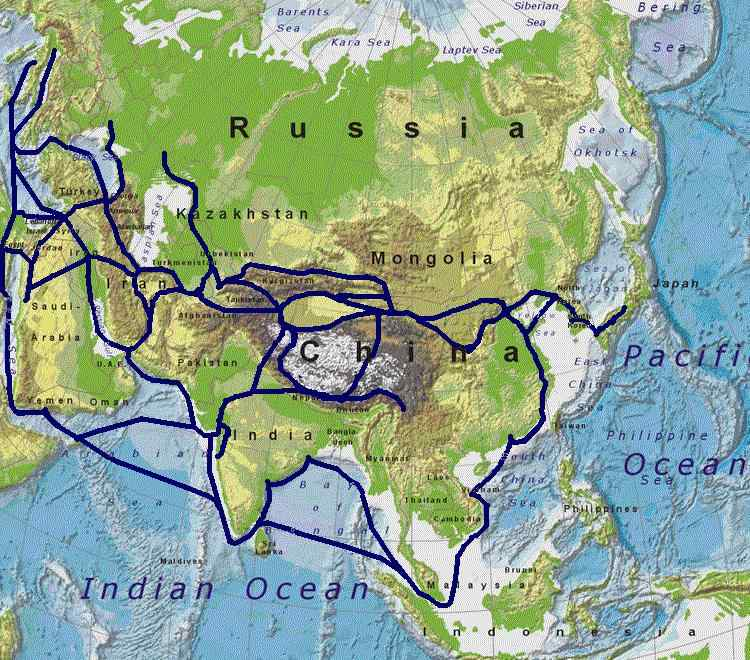
シルクロードの主要なルート

気候の温暖化にともない、約1万年前にはユーラシアと北アフリカにおいて農耕が成立し、牧畜や冶金技術の誕生をまねいた（同様の発展はアメリカ大陸でも独立して起こったが、これはアフロ・ユーラシアに比較して数千年ののちのことであった）。金石併用時代の後期には、メソポタミアでシュメール人の都市国家が生まれた。ナイル川流域では、都市国家の成立はこれにやや遅れたが、統一国家の成立はむしろメソポタミアに先んじた。同様の青銅器文明は、インダス川、黄河、長江など他地域でも現れ、それぞれ文字をともなう農耕文明として発展を遂げた。

古ヘブライ文字、アラム文字、ギリシア文字の母体となったフェニキア文字。ギリシア文字を経てローマ文字、キリル文字もこの文字から派生している。

この大陸を舞台に、アケメネス朝ペルシア、アレクサンドロス大王の帝国、東西のローマ帝国、ウマイヤ朝・アッバース朝によるイスラーム帝国、モンゴル帝国、オスマン帝国、ムガル帝国、大英帝国、ロシア帝国および中国の諸王朝など強大な帝国が出現した。ユーラシア大陸の東側と西側ないしアフリカ大陸東岸とは、シルクロード（絹の道）、草原の道、海の道によって結ばれ、物流と文化が行き交った。ヨーロッパが主導する大航海時代にあっては、「コロンブス交換」と欧州以外の各地の（半）植民地化がこれにともなって起こり、世界の文化にグローバリゼーションの波をもたした。
第一次産業革命が英国で、第二次産業革命が英国はじめ仏独米などで起こり、アフロ・ユーラシアの地に住む人びとの多くが流血の戦争・革命を経験した。第一次世界大戦および第二次世界大戦は脱植民地化と共産主義革命をもたらしたが、1989年の革命により東西冷戦が終結し、資本主義諸国側の勝利となった。こんにち、核兵器を有する9か国のうち8か国がユーラシアに所在し、ヨーロッパ連合（EU）、ロシア連邦、日本、中華人民共和国といった強国もまた、ユーラシアに内包されている。

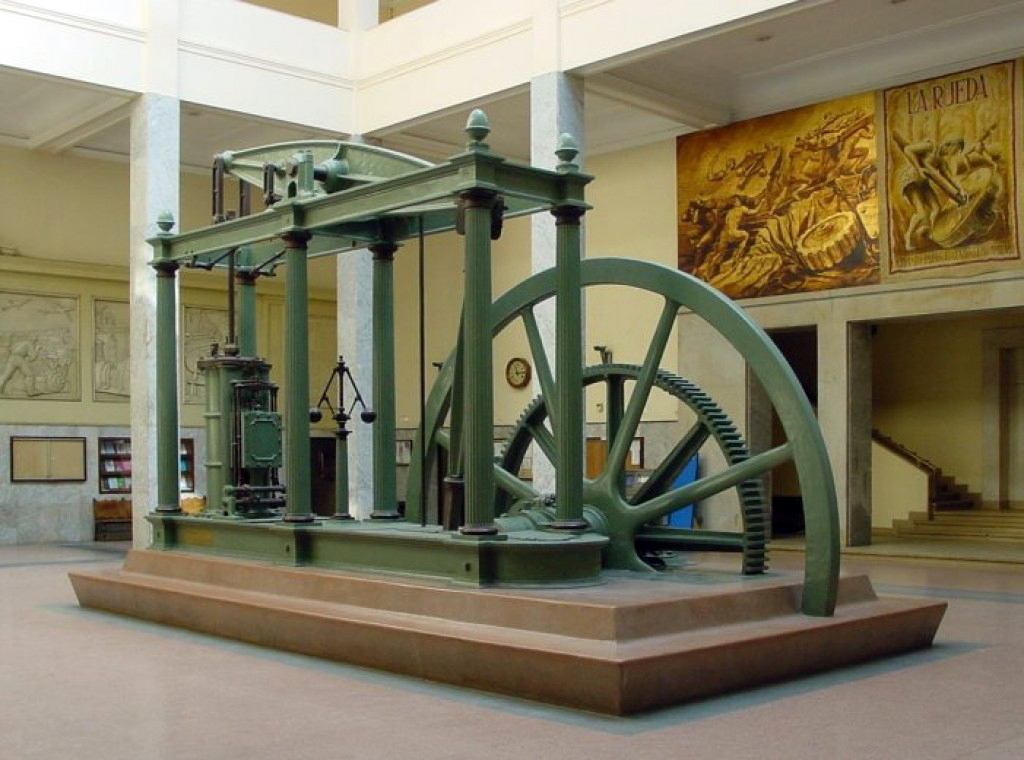
ジェームズ・ワットによる改良蒸気機関

こんにち、アフロ・ユーラシアは世界人口および諸文化の大半を保有するだけでなく、世界経済においても中心的な役割をになっており、ここから生まれたインド・ヨーロッパ語、セム・ハム語、シナ・チベット語、ウラル・アルタイ語などに属する諸言語が、新大陸を含めた全世界で話されている。アルファベット、漢字、アラビア文字、「ブラーフミー系文字」といわれるインド系諸文字、日本の仮名文字などの文字もまた同様である。
世界中で最も多く信仰されている四大宗教、すなわちキリスト教、イスラーム教、仏教、ヒンドゥー教やキリスト教、イスラーム教の起源になったユダヤ教はすべてアフロ・ユーラシアの地を発祥地としており、同様に、経験的な諸科学、哲学、ヒューマニズム、世俗的な諸思想などもまた、多くはここから起こってきたのである。

## 構成地域

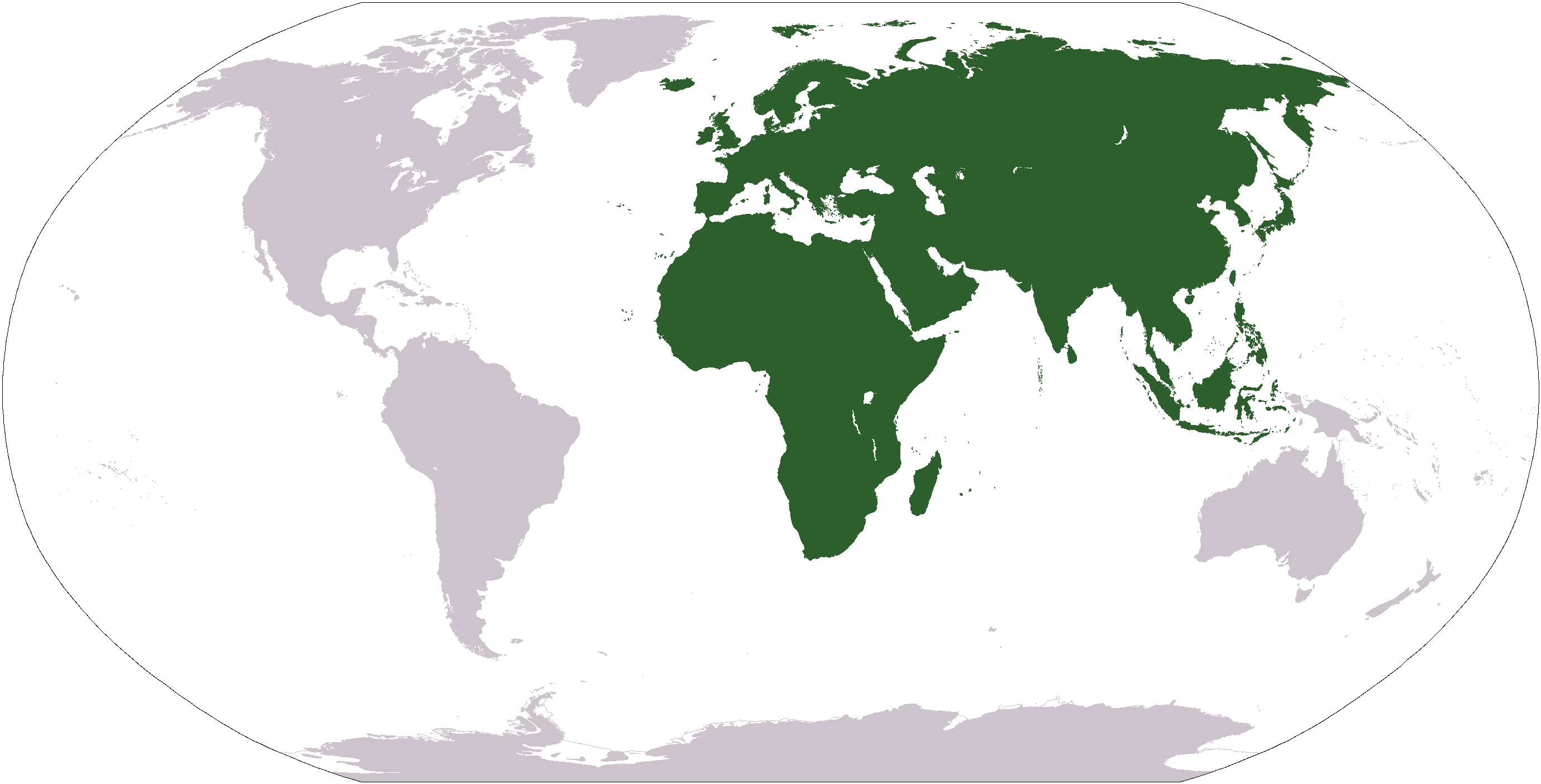
アフロ・ユーラシア大陸と付随する島々

アフロ・ユーラシアは次のような地域に区分できる。
- アフリカ
  - 北アフリカ
  - 中部アフリカ
  - 西アフリカ
  - 東アフリカ
  - 南部アフリカ
- ユーラシア
  - 東アジア
  - 東南アジア
  - 南アジア
  - 中央アジア
  - 西アジア
  - 北アジア
  - ヨーロッパ

人類学、歴史学の観点で、アフロ・ユーラシアをユーラシア・北アフリカと、サブサハラに二分することがある.。

## 国家相互の結びつき
アフリカ大陸にあっては、アフリカ連合（AU）、西アフリカ諸国経済共同体、中部アフリカ諸国経済共同体、東アフリカ共同体、南部アフリカ開発共同体、アラブ・マグレブ連合などの地域統合・地域協力のための機関があり、ユーラシアにあっては、ヨーロッパに欧州連合（EU）、欧州自由貿易連合（EFTA）、中欧自由貿易協定（CEFTA）、旧ソビエト連邦地域に独立国家共同体（CIS）、ユーラシア経済共同体、ロシア・ベラルーシ連盟国、アジア地域に湾岸協力会議、経済協力機構（ECO）、南アジア地域協力連合（SAARC）、東南アジア諸国連合（ASEAN）などが組織され、それぞれ地域統合を強めている。また、アフリカ、ユーラシアの両大陸をまたぐ機関としてはアラブ世界（アラビア語を話す地域）の統合をめざしたアラブ連盟がある。

## 一帯一路構想
中華人民共和国が近年唱えている「一帯一路」は、中国からヨーロッパやアフリカまで陸海路で結び、かつてのシルクロード沿いに中国を中心とした新しい経済圏を生み出そうとする構想であり、アフロ・ユーラシア大陸を一体的なものとしてとらえる発想にもとづいている。具体的には、中国からロシアや中央アジア、モンゴルを経由（例：トランス＝ユーラシア・ロジスティクス）してイギリスのロンドンやスペインのマドリードまでを鉄道で結び（例：義烏・マドリード路線、義烏・ロンドン路線）、一方ではアフリカのジブチやパキスタンのグワダルなどインド洋各地に中国主導で港をつくり、海路でギリシャのピレウスなどヨーロッパに連結させるというものである。これについては、一部に中国資本による地域開発を歓迎する声があるものの、明確に中国の覇権主義と結びついた構想であることから、これを警戒する声も大きい。